# Коста Дайлев
Коста Дайлев (на сръбски: Коста Дајлевић) е деец на Югославската комунистическа партия, политик от Кралството на сърби, хървати и словенци, кмет на град Куманово.

## Биография
Роден е в североизточномакедонския град Куманово. Работи като крояч и се увлича по марксистките идеи. Около 1910-1911 г. участва в първия градски оркестър на Куманово, където свири на флигорна. След края на Първата световна война и създаването на Кралството на сърби, хървати и словенци става член на Югославската комунистическа партия. На местните избори на 22. август 1920 година е избран за кмет на града, като комунистите в Куманово печелят 3 кметски и 24 съветнически места. Заради формираната кумановска червена управа, градът става известен като „Цървено Куманово“. Комунистическата администрация в общината работи до август 1921. година, когато след приемането на Обзнаната и Закона за защита на държавата, комунистическото движение е забранено и резултатите от предходните избори са обявени за невалидни.